# جووانی د مارینیولی

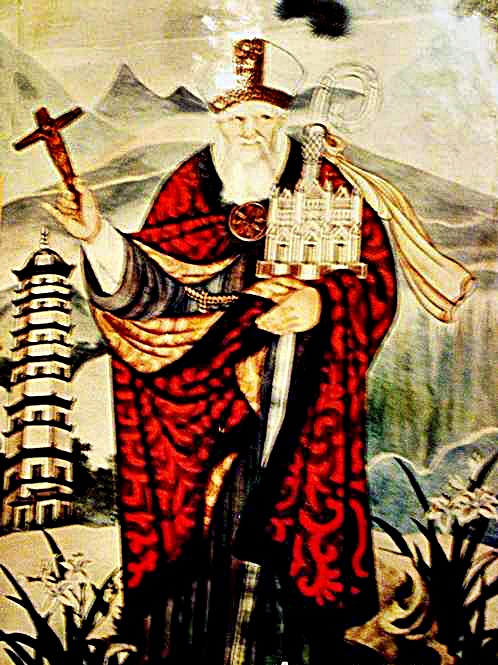
نگاره‌ای از جان اهل مارینیول

جیوانی د مارینیولی ، جان اهل مارینیول یا جان اهل فلورانس، (به ایتالیایی: Giovanni de Marignolli) ، (به لاتین: John Marignolli) یکی از جهانگردان و سفرکنندگان سرشناس به خاور دور است او در سدهٔ چهاردهم میان سال‌های ۱۳۳۸ تا ۱۳۵۳ به آن منطقه سفر کرده بود. گمان آن می‌رود که وی در سال ۱۲۹۰ به دنیا آمده باشد و از یک خاندان بزرگ فلورانسی بوده باشد.
در ۳۱ اکتبر ۱۳۳۸ پاپ بندیکت دوازدهم، جیوانی را به آوینیون جایی که سفارت خانهٔ خان بزرگ چین (فرمانروای چینی-مغولی) در آن قرار داشت، فراخواند. جیوانی باید نامهٔ خان بزرگ چین و چندی از مسیحیان بزرگ نژاد الانان را به پیشگاه پاپ می‌برد. در این نامه گفته شده بود که پس از مرگ مونتکوروینو اسقف بزرگ پکن، هشت سال است که مسیحیان آنان هیچ راهنمایی مذهبی از سوی پاپ دریافت نکرده‌اند و بسیار شیفتهٔ دریافت چنین هدایتی اند. پاپ نامهٔ آن‌ها را پاسخ داد و همراه آن چهار کشیش را هم به پیشگاه خان فرستاد. در آن نامه، نام جان اهل فلورانس یا مارینیول نفر سوم بود. سه نفر دیگر عبارت بودند از: نیکلاس بونت، نیکلاس د مولانو و گرگوآر د هانگری، آن‌ها همراه با چند تن از برادرانشان در مجموع ۳۲ تن در دسامبر ۱۳۳۸ آوینیون را ترک کردند و ۱ مه ۱۳۳۹ به قسطنطنیه رسیدند نزدیک به دو ماه تا ۲۴ ژوئن آن جا ماندند سپس از راه دریای سیاه به فیودوسیا رسیدند و با محمد اوزبگ، خان اردوی زرین در سرای در رودخانه ولگا دیدار کردند. خان در طول زمستان ۱۳۳۹ تا ۱۳۴۰ به گرمی از آن‌ها پذیرایی کرد و پس از آن، آن‌ها به سفر خود ادامه دادند.